# 蓋特威克機場站
蓋特威克機場站（英語：Gatwick Airport railway station）是英國西薩塞克斯郡布萊頓主線的車站。此站服務倫敦蓋特威克機場，月台位於機場南客運大樓以東約70米，月台上方的售票處、車站出入口直接連往客運大樓。車站同時透過蓋特威克機場接駁交通與北客運大樓連接。蓋特威克機場站是2017年－2018年東南英格蘭最繁忙的車站。